# Ébert Tibor
Ébert Tibor (Pozsony, 1926. október 14. – Budapest, 2015. augusztus 15.) szlovákiai magyar író, költő, kritikus, esztéta, zeneművész.

## Életpályája
Szülei: Ébert Oszkár és Jakobi Dóra voltak. Pozsonyban érettségizett és egyetemi tanulmányait is itt kezdte meg. Tanárai voltak többek között: Szütsy Lóránt, Kovács Endre és Peéry Rezső is.
1945-ben Budapestre menekült. 1945 és 1952 között a Zeneakadémia hegedű és brácsa szakán Végh Sándor, Országh Tivadar és Lukács Pál növendéke volt. 1944–1954 között jogot és filozófiát tanult. 1949–1957 között a Rádiózenekar tagja volt. 1957-től 30 éven át a Magyar Állami Hangversenyzenekar tagja volt. 1980 óta a Francia–Magyar Társaság tiszteletbeli tagja. 1985-ben a József Attila Színház művészeti lektora volt.

## Színházi művei
- A Színházi Adattárban regisztrált bemutatóinak száma: 2.[3]
- Esterházy (1992)
- Bartók (1997)

## Művei
- Etűdök (dráma, 1971)
- Perújrafelvétel. Tiszta forrásból, két pódiumjáték (dráma, 1978)
- Egyfelvonásosok (1980)
- Újdonságok (mikrodrámák, 1981)
- Gongatás a gangon, négy mai magyar egyfelvonásos (1981)
- Rosarium, avagy Történik bármikor (színművek, 1987)
- Kobayashi Ken-ichiro (monográfia, 1989)
- Legenda egy fúvószenekarról (elbeszélés, kisregény, dráma, 1990)
- Jób könyve. Pozsonyi regényfantázia (regény, 1991)
- Esterházy (dráma, 1992)
- Fagyott Orpheusz (vers, 1993)
- Kérdezd meg az esőt (novellák, 1996)
- Egy város glóriájában. Pozsonyi képeslapok (1997)
- Él tem fél tem. Versek, prózaversek, hangköltemények, mondatkották, akusztikus-hang-test-tér-poémák; Present, Bp., 1998
- Eredők és közelítések. Vándorkönyv (1998)
- "Hogy megtarthassuk, megtartassunk" (történelmi drámák, 1999)
- Pozsonyi vecsernye. Láthatatlan hegyekkel és vizekkel (2001)
- Bolyongás (2001)
- Kaleidoszkóp (2002)
- Álmomban elbocsátottak. Maszkok és hangok (2002)
- Egy muzsikus feljegyzései. Unvollendete (befejezetlenül), avagy 1945, az Annalesból. Utólagos regénykrónika, naplójegyzetek; Kráter, Pomáz, 2004
- Tűzfalak (2006)
- A négytornyú vár (2006)
- Örvényben. Egymásra dobált emlékek (2011)
- Bratislavská fantázia; szlovákra ford. Marta Ličková; Marenčin, Bratislava [Pozsony], 2013
- Kamaramuzsika. Hét dráma; Napkút, Bp., 2014

## Díjai, kitüntetései
- Bartók Béla–Pásztory Ditta-díj (1987)
- Pozsony-emlékérem (1992)
- Esterházy-díj (1993)
- A Magyar Köztársasági Érdemrend kiskeresztje (1996)
- Péterfi Vilmos-díj (2005)
- A Magyar Érdemrend tisztikeresztje (2011)